# Юленхедо
Юленхедо — пресноводное озеро на территории Муезерского городского поселения Муезерского района Республики Карелии.

## Общие сведения
Площадь озера — 1,3 км². Располагается на высоте 202,6 метров над уровнем моря.
Форма озера лопастная, продолговатая: оно вытянуто с запада на восток. Берега каменисто-песчаные, местами заболоченные.
Озеро соединяется протокой с озером Хедо, через которое протекает река Хедь, впадающая в озеро Муй. Из последнего берёт начало река Муезерка, впадающая в реку Чирко-Кемь.
В озере расположено не менее четырёх безымянных островов различной площади.
У западной оконечности озера проходит лесовозная дорога.
Код объекта в государственном водном реестре — 02020000911102000005162.